# Open d'Orléans 2012

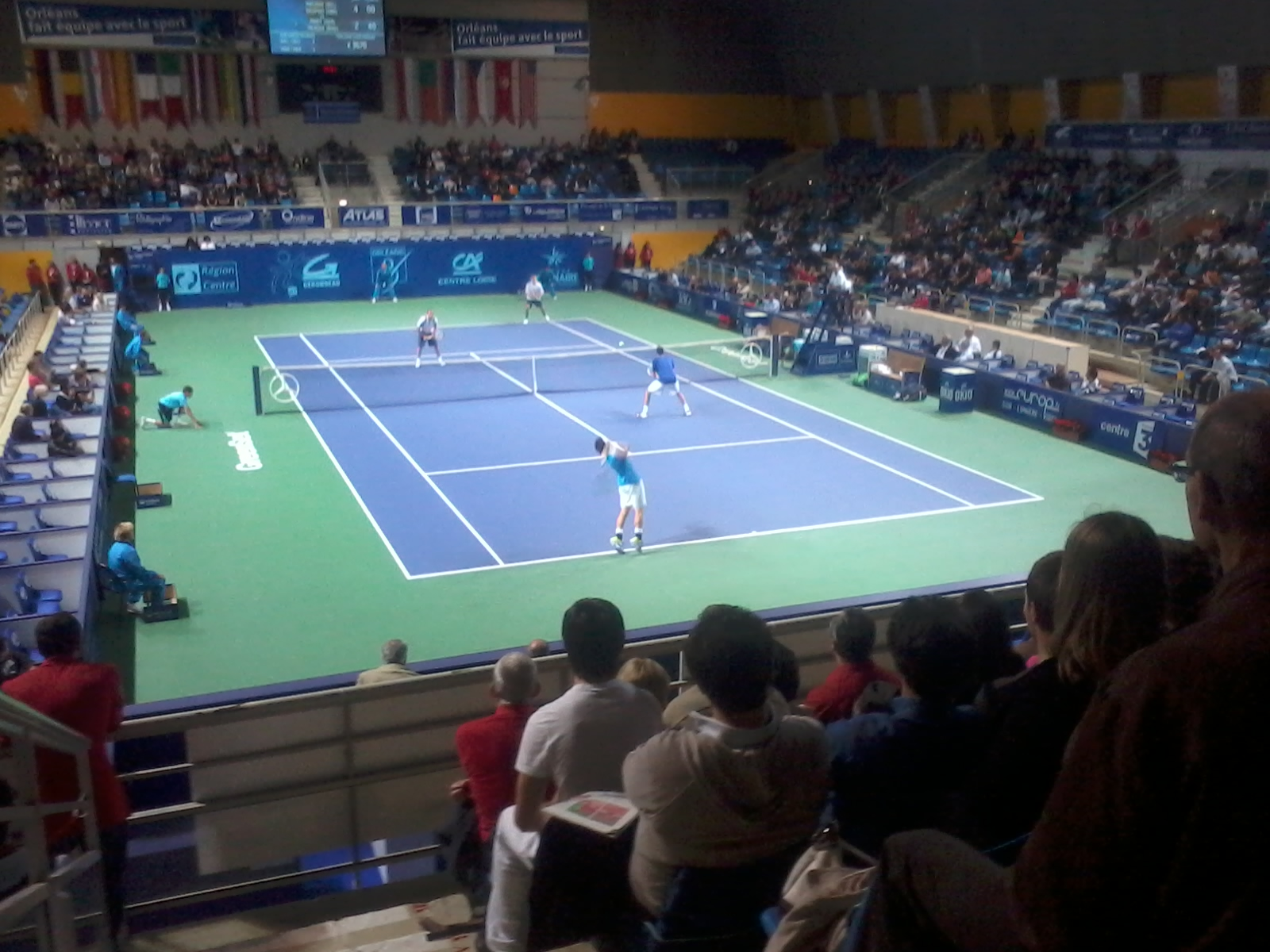
Il campo durante le semifinali

L'Open d'Orléans 2012 è stato un torneo professionistico di tennis maschile giocato sul cemento indoor. È stata l'8ª edizione del torneo, facente parte dell'ATP Challenger Tour nell'ambito dell'ATP Challenger Tour 2012. Si è giocato ad Orléans in Francia dal 24 al 30 settembre 2012.

## Partecipanti ATP

### Teste di serie
| Nazionalità | Giocatore             | Ranking* | Testa di serie |
| ----------- | --------------------- | -------- | -------------- |
| Germania    | Philipp Kohlschreiber | 18       | 1              |
| Belgio      | David Goffin          | 56       | 2              |
| Belgio      | Xavier Malisse        | 58       | 3              |
| Francia     | Nicolas Mahut         | 65       | 4              |
| Lussemburgo | Gilles Müller         | 66       | 5              |
| Belgio      | Steve Darcis          | 73       | 6              |
| Stati Uniti | Jesse Levine          | 78       | 7              |
| Italia      | Simone Bolelli        | 79       | 8              |

- 1 Ranking al 17 settembre 2012.

### Altri partecipanti
Giocatori che hanno ricevuto una wild card:
- Ernests Gulbis
- Philipp Kohlschreiber
- Adrian Mannarino
- Albano Olivetti

Giocatori che hanno ricevuto un entry come special exempt:
- Steve Johnson
- Dmitrij Tursunov

Giocatori che sono passati dalle qualificazioni:
- Antoine Escoffier
- Nils Langer
- Fabrice Martin
- Nicolas Renavand

## Campioni

### Singolare
- David Goffin ha battuto in finale  Ruben Bemelmans con il punteggio di 6–4, 3–6, 6–3.

### Doppio
- Lukáš Dlouhý /  Gilles Müller hanno battuto in finale  Xavier Malisse /  Ken Skupski con il punteggio di 6–2, 6(5)–7, [10–7]